# Главная дорога

Очень распространённая вариация знака (особенно в Европе)

Гла́вная доро́га — понятие в Правилах дорожного движения, означающее дорогу с преимущественным (приоритетным) правом проезда по отношению ко второстепенным дорогам, пересекающим главную дорогу или примыкающим к ней. На дорожных знаках: толстая линия обозначает главную дорогу, а тонкая — второстепенную.

## ПДД России
Главная дорога в ПДД РФ описана в пункте 1.2:
“Главная дорога” – дорога, обозначаемая знаками 2.1, 2.3.1 – 2.3.7 или 5.1, по отношению к пересекаемой (примыкающей), или дорога с твёрдым покрытием (асфальто- и цементобетон, каменные материалы и тому подобные) по отношению к грунтовой, либо любая дорога по отношению к выездам с прилегающих территорий. Наличие на второстепенной дороге непосредственно перед перекрёстком участка с покрытием не делает её равной по значению с пересекаемой.
Вышеупомянутые знаки описаны в статье Дорожные знаки России, разделе Знаки приоритета (Знаки преимущественного права проезда):

| Номер знака | Изображение | Название                              | Пояснение                                                                                    |
| ----------- | ----------- | ------------------------------------- | -------------------------------------------------------------------------------------------- |
| 2.1         |             | Главная дорога                        | Дорога, на которой водитель имеет приоритет проезда перекрёстков. Отменяется знаком 2.2 ().  |
| 2.3.1       |             | Пересечение со второстепенной дорогой | Предупреждает о близости пересечения с второстепенными дорогами одновременно справа и слева. |
| 2.3.2       |             | Примыкание второстепенной дороги      | Предупреждает о близости примыкания второстепенной дороги справа.                            |
| 2.3.3       |             | Примыкание второстепенной дороги      | Предупреждает о близости примыкания второстепенной дороги слева.                             |
| 2.3.4       |             | Примыкание второстепенной дороги      | Предупреждает о близости примыкания второстепенной дороги справа.                            |
| 2.3.5       |             | Примыкание второстепенной дороги      | Предупреждает о близости примыкания второстепенной дороги слева.                             |
| 2.3.6       |             | Примыкание второстепенной дороги      | Предупреждает о близости примыкания второстепенной дороги справа.                            |
| 2.3.7       |             | Примыкание второстепенной дороги      | Предупреждает о близости примыкания второстепенной дороги слева.                             |

и разделе Знаки особых предписаний:
| Номер знака | Изображение | Название       | Пояснение                                                                                            |
| ----------- | ----------- | -------------- | --- |
| 5.1         |             | Автомагистраль | Дорога, на которой действуют требования Правил, устанавливающие порядок движения по автомагистралям. |

Также, табличка 8.13 (Знаки дополнительной информации (таблички)) указывает направление главной дороги на перекрёстке:
| Номер знака | Изображение | Название                   | Пояснение                                            |
| ----------- | ----------- | -------------------------- | ---------------------------------------------------- |
| 8.13        |             | Направление главной дороги | Указывает направление главной дороги на перекрёстке. |

### При выезде на главную дорогу
При выезде со второстепенной дороги на главную, устанавливаются знаки, предписывающие уступить дорогу транспорту, движущемуся по главной дороге:
| Номер знака | Изображение | Название                         | Пояснение |
| ----------- | ----------- | -------------------------------- | --- |
| 2.4         |             | Уступите дорогу                  | Водитель должен уступить дорогу транспортным средствам, движущимся по пересекаемой дороге, а при наличии таблички 8.13 — по главной. |
| 2.5         |             | Движение без остановки запрещено | Запрещается движение без остановки перед стоп-линией, а если её нет — перед краем пересекаемой проезжей части. Водитель должен уступить дорогу транспортным средствам, движущимся по пересекаемой, а при наличии таблички 8.13 — по главной дороге. Знак 2.5 может быть установлен перед железнодорожным переездом или карантинным постом. В этих случаях водитель должен остановиться перед стоп-линией, а при её отсутствии — перед знаком. |

### Конец главной дороги
Конец главной дороги определяется знаком 2.2 раздела Знаки приоритета (Знаки преимущественного права проезда):
| Номер знака | Изображение | Название             | Пояснение             |
| ----------- | ----------- | -------------------- | --------------------- |
| 2.2         |             | Конец главной дороги | Отменяет знак 2.1 (). |

### Перекрёсток с круговым движением
На перекрёстке с круговым движением (которые не подвергаются регулировке и на них не предусмотрена установка светофоров), начиная с 8.11.2017, приоритет движения имеет тот, кто движется по кругу; въезжающие на круг должны уступить им дорогу.